# Lịch sử Triều Tiên
Bài này về lịch sử của Triều Tiên cho tới cuộc phân chia Triều Tiên vào ở cuối thập niên 1940. Xem thêm Lịch sử Cộng hòa Dân chủ Nhân dân Triều Tiên và Lịch sử Hàn Quốc để rõ lịch sử sau Chiến tranh thế giới thứ hai.
Lịch sử Triều Tiên kéo dài từ thời kỳ đồ đá cũ đến ngày nay. Đồ gốm Triều Tiên được biết đến sớm nhất có niên đại khoảng 8000 năm trước công nguyên (TCN) và thời kỳ đồ đá mới bắt đầu trước năm 6000 TCN, tiếp theo là thời kỳ bạc khoảng 2500 năm TCN. Theo Tam quốc di sự (Samguk Yusa, 삼국유사, 三國遺事) và một số tư liệu thời trung cổ Triều Tiên, lịch sử dựng nước và giữ nước của dân tộc Triều Tiên, trải dài từ bán đảo Triều Tiên đến phần lớn miền Nam Mãn Châu, bắt đầu từ năm 2333 TCN (đang nghi vấn) dưới thời Cổ Triều Tiên (2333?–108 TCN). Những dấu tích của loài người trên vùng đất này thì có từ sớm hơn nữa, cách đây hơn 70 vạn năm.
Sau sự tan rã của Cổ Triều Tiên, Triều Tiên bước vào thời kỳ phân tranh quyền lực mà đỉnh điểm là thời Tam quốc phân tranh gồm 3 nước Cao Câu Ly (Goguryeo), Bách Tế (Baekje) và Tân La (Silla) kéo dài từ năm 57 TCN đến năm 668 sau công nguyên (SCN). Đến năm 676, Tân La thống nhất hầu hết bán đảo Triều tiên. Trong khi đó, bộ hạ của nhà Cao Câu Ly thành lập vương quốc Bột Hải ở bắc bán đảo Triều Tiên vào năm 698. Năm 926, Bột Hải bị người Khiết Đan thôn tính; Triều Tiên lại rơi vào thời kỳ phân tranh Hậu Tam Quốc (892–935) với 3 nhà nước Hậu Cao Câu Ly, Tân La, Hậu Bách Tế.
Nhà Cao Ly (918-1392) chấm dứt sự phân chia bán đảo Triều Tiên kéo dài gần 1000 năm sau công cuộc giành vương quyền Hậu Cao Câu Ly và thôn tính Tân La, Hậu Bách Tế. Năm 1392, Cao Ly sụp đổ và được thay thế bởi nhà Triều Tiên (1392–1897) và sau đó là Đế quốc Đại Hàn (1897–1910) trước khi bị người Đế quốc Nhật Bản sáp nhập vào năm 1910.
Sau chiến tranh thế giới thứ hai, Nhật Bản đầu hàng Đồng Minh vào năm 1945, Triều Tiên bị chia cắt làm hai với ranh giới là vĩ tuyến 38: miền Bắc - CHDCND Triều Tiên theo chính thể cộng sản và miền Nam - Đại Hàn Dân Quốc theo chính thể tư bản. Hai bên đối đầu nhau trong chiến tranh Triều Tiên năm 1950 và chia cắt cho đến nay.

## Thời Tiền Sử
Những bằng chứng khảo cổ cho thấy tông Người đã sống ở bán đảo Triều Tiên cách đây 70 vạn năm, mặc dù một số người Cộng hòa Dân chủ Nhân dân Triều Tiên cho rằng có thể cách đây 1 triệu năm. Những công cụ lao động từ thời kỳ đồ đá cũ (70 vạn năm đến 4 vạn năm trước công nguyên) đã được phát hiện ở Hamgyong Bắc (Hàm Kính bắc - 함경북, 咸鏡北), Pyongan Nam (Bình An nam - 평안남, 平安南), Gyeonggi (Kinh Kỳ - 경기, 京畿), và phía bắc và phía nam các tỉnh Chungcheong (Trung Thanh, 충청, 忠清) ngày nay. Con người đã khoét hang và làm nhà, dùng lửa để nấu đồ ăn và sưởi ấm. Họ săn bắn, hái lượm và bắt cá bằng các công cụ bằng đá.

### Thời kỳ đồ gốm Trất Văn (Jeulmun)
Đồ gốm Triều Tiên sớm nhất được biết đến là những đồ gốm có niên đại khoảng 8 nghìn năm trước công nguyên hay trước nữa, và bằng chứng của văn hóa gốm lược thời kỳ đồ đá giữa hay đồ gốm Yungimun (long khởi văn, 융기문, 隆起文) được phát hiện khắp bán đảo. Một ví dụ về địa điểm khảo cổ thời đại Yungimun là Gosan-ni ở tỉnh Jeju (Tế Châu, 제주, 濟州). Đồ gồm Jeulmun (trất văn, 즐문, 櫛文) hay đồ gốm hình lược có từ sau năm 7000 trước công nguyên, và đồ gốm hình lược với mật độ dày đặc đã được phát hiện ở miền Trung Tây Triều Tiên có niên đại từ 3500-2000 TCN, thời điểm tồn tại một số khu định cư như Amsa-dong (암사동). Đồ gốm Jeulmun mang dấu ấn và hình dạng tương tự với những đồ gốm thuộc nền văn hóa dây (thằng văn thời đại - 縄文時代) của Nhật Bản và với đồ gốm được tìm thấy ở Primorsky Krai của Nga, Mông Cổ, và lưu vực các sông Hắc Long Giang (黑龙江) và sông Tùng Hoa (松花江) ở Mãn Châu.

### Thời kỳ đồ gốm Vô Văn (Mumun)
Bằng chứng khảo cổ học cho thấy những xã hội nông nghiệp và các hình thức sớm nhất của phức hợp xã hội-chính trị đã xuất hiện vào thời kỳ đồ gồm Mumun (vô văn, 무문, 無文) (khoảng 1500-300 TCN). Người dân ở miền Nam Đại Hàn đã làm nông theo lối thâm canh trên các cánh đồng khô và ruộng nước với nhiều vụ mùa vào đầu thời kỳ Mumun (1500-850 TCN). Những xã hội đầu tiên do các tộc trưởng hay thủ lĩnh lãnh đạo đã xuất hiện vào giữa thời Mumun (850-550 TCN), và những mộ táng người thuộc tầng lớp trên trong xã hội đã xuất hiện vào cuối thời Mumun (khoảng 550-300 TCN). Sản xuất đồ đồng bắt đầu từ giữa thời Mumun và có ý nghĩa ngày càng quan trọng trong lễ nghi và chính trị của xã hội Mumun từ sau năm 700 TCN. Mumun là thời kỳ đầu tiên mà các làng xã hình thành, lan rộng và tiêu vong: một vài ví dụ quan trọng gồm các di tích Tùng Cúc lý (Songguk-ri, 송국리, 松菊里), Đại Bình (Daepyeong, 대평, 大坪), và Lê Cầm đỗng (Igeum-dong, 이금동, 梨琴洞). Sự xuất hiện ngày càng nhiều của thương mại đường dài, gia tăng xung đột địa phương, sự xuất hiện đồng và luyện kim đen là những xu hướng chỉ rõ sự kết thúc của thời Mumun (khoảng 300 TCN).

## Cổ Triều Tiên

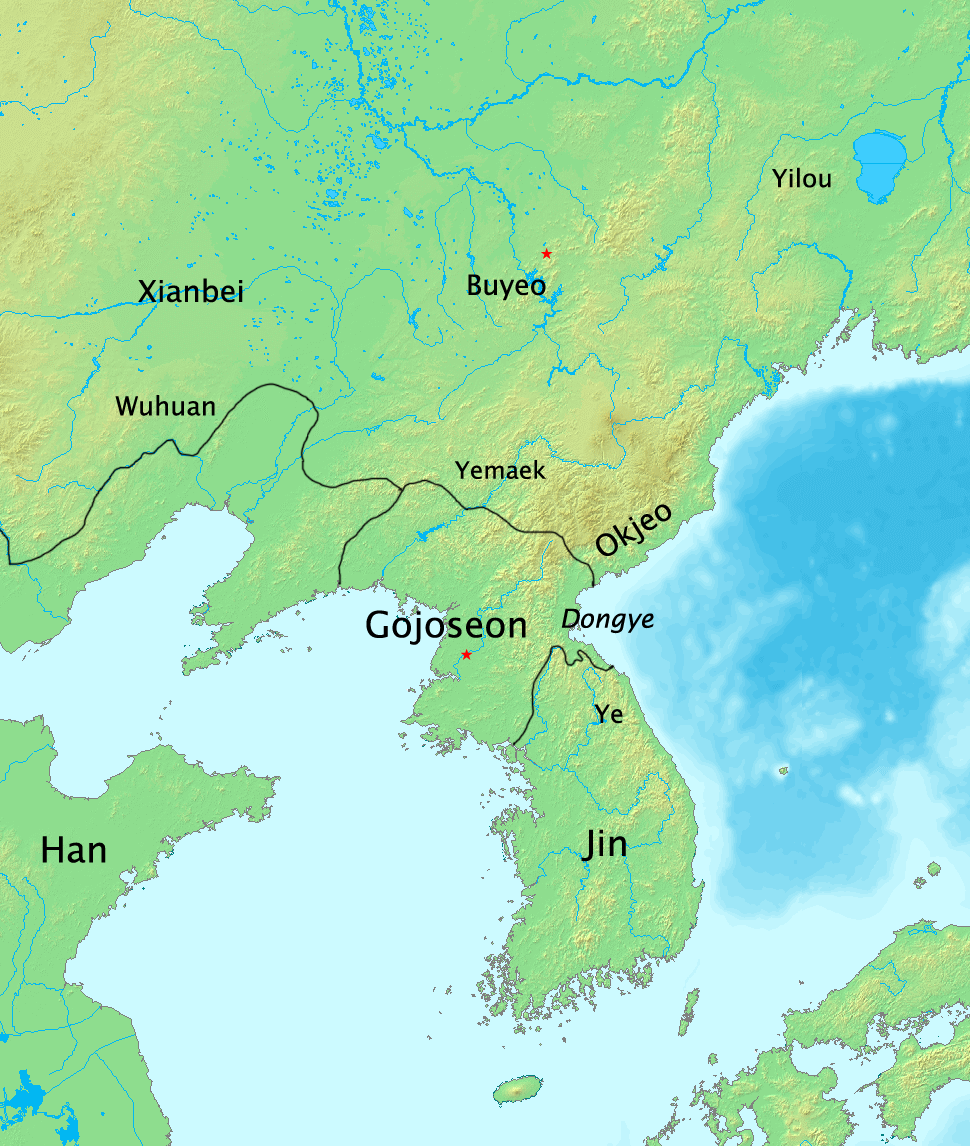
Vị trí và phạm vi của Cổ Triều Tiên (Gojeseon) cuối thế kỷ II TCN - đầu thế kỷ I TCN. Các nước láng giếng theo chiều kim đồng từ tính từ phía Tây lần lượt là Hán (Trung Quốc), Ô Hoàn, Tiên Ti, Phù Dư, Hoát Mạch, Ấp Lu, Ốc Trở, Đông Uế, Thìn Hàn.

Vương triều đầu tiên của Hàn Quốc là Cổ Triều Tiên (Gojoseon, 고조선,古朝鮮), theo Tam quốc di sự (Samguk Yusa, 삼국유사, 三國遺事) và một số thư tịch Triều Tiên thời trung cổ, Cổ Triều Tiên được thành lập năm 2333 trước Công Nguyên (?) (đang tranh cãi) bởi Đàn Quân (Dangun, 단군, 檀君), người huyền thoại được cho là hậu duệ của thượng đế . Tới năm 2000 trước Công Nguyên, đã có bằng chứng về một nền văn hóa đồ gốm, với những kiểu sơn trang trí, tại Mãn Châu và phía bắc Triều Tiên.
Cư dân Cổ Triều Tiên có nguồn gốc từ các bộ lạc di cư Altai vốn lập nghiệp ở Mãn Châu, vùng viễn đông Trung Quốc phía bắc Trường Giang và bán đảo Triều Tiên. Họ là dòng giống người Triều Tiên trực tiếp đầu tiên được nhắc đến trong thư tịch cổ .
Thoạt đầu, Cổ Triều Tiên có lẽ đóng đô ở Liêu Ninh nhưng vào khoảng năm 300 TCN, đã dời đô về Bình Nhưỡng, thủ đô của Cộng hòa Dân chủ Nhân dân Triều Tiên ngày nay..

### Cơ Tử Triều Tiên (Gija Joseon) (tranh cãi)
Dù không được công nhận rộng rãi tại Triều Tiên, một số bản ghi chép sau này của Trung Quốc viết Cơ Tử, một người chú của vua Trụ, vị vua cuối cùng triều đại nhà Thương, đã di cư tới Cổ Triều Tiên khoảng thế kỷ thứ 12 TCN. Điều này nói chung bị các nhà sử học Triều Tiên bác bỏ bởi sự trái ngược trong các bằng chứng sử sách và khảo cổ. Văn bản lịch sử đầu tiên viết về Cơ Tử là cuốn Trúc Thư ký Niên - Biên niên sử viết trên thẻ tre (竹書紀年) và cuốn Luận ngữ (論語) của Khổng Tử, cho rằng Cơ Tử có lẽ đã di cư tới Cổ Triều Tiên. Tuy nhiên, đồ vật thủ công mang tính đại diện cao nhất của Cổ Triều Tiên, con dao găm đồng hình cây đàn vĩ cầm (violin), khác biệt khá rõ về hình dáng và chất liệu so với dao đồng Trung Quốc. Thêm vào đó, một địa điểm khảo cổ học được cho là lăng mộ của Cơ Tử đã được tìm thấy tại tỉnh Sơn Đông Trung Quốc đã khẳng định thêm giả thuyết của các nhà sử học Triều Tiên.
Có ý kiến cho rằng khi có cuộc chiến tranh giữa triều đình nhà Hán Trung Quốc và Cổ Triều Tiên, các sử gia Trung Quốc đã thêm thắt để cho Cơ Tử trở thành người sáng lập Cổ Triều Tiên. Một số nhà sử học coi Cơ Tử Triều Tiên là một thực thể riêng biệt nằm tại Liêu Ninh, cùng tồn tại với Cổ Triều Tiên.

### Thời kỳ đồ đồng
Thời kỳ đồ đồng thường được cho là bắt đầu khoảng 1500 – 1000 trước Công Nguyên tại Triều Tiên, dù những bằng chứng khảo cổ học gần đây cho thấy có thể nó đã bắt đầu ngay từ năm 2500 trước Công Nguyên. Dao găm, gương và các vũ khí bằng đồng cũng như bằng chứng về các hình thức tổ chức chính quyền kiểu đô thị với tường bao đã được phát hiện. Gạo, đậu đỏ, đậu nành và kê đã được canh tác, và những ngôi nhà hầm hình chữ nhật cùng những khu mai táng bằng mộ đá ngày càng rộng lớn đã được tìm thấy trên toàn bán đảo. Những ghi chép cùng thời cho thấy Cổ Triều Tiên đã chuyển tiếp từ một quần thể phong kiến với các đô thị có tường bao trở thành một vương quốc trung ương tập quyền ít nhất từ trước thế kỷ thứ 4 trước Công Nguyên.

### Thời kỳ đồ sắt
Mọi người tin rằng tới thế kỷ thứ 3 trước Công Nguyên, văn hóa đồ sắt đã phát triển và các chiến quốc Trung Quốc đã đẩy lùi những dân tộc tị nạn về phía đông và phía nam. Tuy nhiên, gần đây, một tấm gương sắt đã được tìm thấy tại Songseok-ri Kangdong-gun Bình Nhưỡng ở CHDCND Triều Tiên, chiếc gương này có thể có niên đại từ năm 1200 trước Công Nguyên.
Ở khoảng thời gian này, một quốc gia gọi là Thìn Quốc nổi lên ở phần phía nam bán đảo Triều Tiên. Chúng ta biết rất ít về nước này, nhưng thực sự nó đã thiết lập các mối quan hệ với nhà Hán Trung Quốc và xuất khẩu các đồ thủ công tới Di Sanh (Yayoi) Nhật Bản. Một vị vua Cơ Tử Triều Tiên có thể đã bỏ chạy tới Thìn sau khi bị Vệ Mãn (Wiman) lật đổ. Sau này phát triển thành liên minh Tam Hàn.
Sau đó Nhà Hán đánh bại Vệ Mãn Triều Tiên và thành lập Hán Tứ Quận.

### Suy tàn và sụp đổ
Quá trình suy tàn và sụp đổ của Cổ Triều Tiên vẫn còn đang gây tranh cãi, tùy thuộc theo quan điểm của các nhà sử học về Cơ Tử Triều Tiên. Lý thuyết do Triều Tiên thượng cổ (Joseon Sangosa) đưa ra cho rằng Cổ Triều Tiên đã tan rã từ khoảng năm 300 trước Công Nguyên và dần mất quyền kiểm soát các thuộc quốc cũ của mình. Nhiều nước nhỏ hơn nổi lên từ vùng lãnh thổ cũ của Cổ Triều Tiên như Phù Dư, Ốc Trở, Đông Uế, . Cao Câu Ly và Bách Tế coi mình là hậu duệ của Phù Dư.

## Trước thời Tam quốc

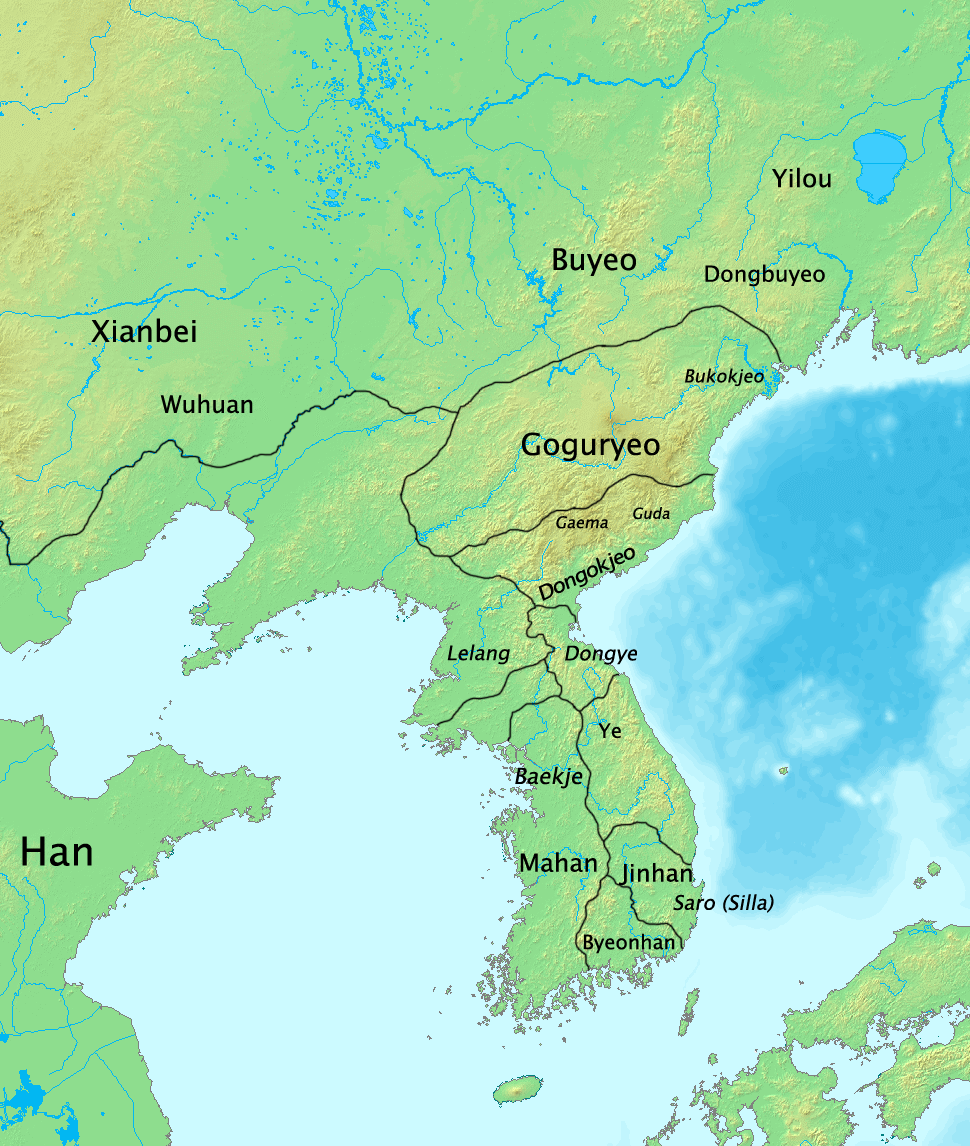
Các tiểu quốc trên bán đảo Triều Tiên vào khoảng năm thứ nhất sau CN.

Thời kỳ Tiền Tam Quốc, thỉnh thoảng được gọi là Thập Quốc thời đại (열국시대), là khoảng thời gian trước khi Tam Quốc Triều Tiên, gồm Cao Câu Ly, Tân La, và Bách Tế, xuất hiện, và sau khi Cổ Triều Tiên sụp đổ. Khoảng thời gian này chứng kiến sự xuất hiện của nhiều tiểu quốc từ những lãnh thổ cũ của Cổ Triều Tiên. Trong số các nước đó, nước lớn nhất và có ảnh hướng nhất là Đông Phù Dư và Bắc Phù Dư.

### Phù Dư

#### Bắc Phù Dư
Sau khi Cổ Triều Tiên sụp đổ, Hae Mosu (Giải Mộ Sấu), một nhân vật hậu duệ của Cổ Triều Tiên, đã thu thập một đạo quân gồm những người Cổ Triều Tiên tại Núi Ung Sơn để thành lập một vương quốc sau này sẽ mang lại thời kỳ phục hưng của Cổ Triều Tiên. Năm 239 trước Công Nguyên, Hae Mosu thành lập Phù Dư, và được trao danh hiệu "Dangun," (Đàn Quân) danh hiệu từng được trao tặng cho những vị vua cai trị Cổ Triều Tiên. Hae Mosu và con cháu của mình đã cai quản vùng Buyeo trong bảy thế hệ. Ông và hậu duệ đã liên tục phải chiến đấu với Vệ Mãn Triều Tiên và các nước láng giềng. Phù Dư dần trở thành kẻ chinh phục với các nước đó, tái thống nhất đa phần các lãnh thổ cũ của Cổ Triều Tiên. Tới năm 86 trước Công Nguyên, Phù Dư chia rẽ sau cái chết của vị Dangun thứ 4, Go Uru (Cao Ưu Lâu). Cùng với cái chết của Go Uru, ngôi báu Phù Dư được trao cho Giải Phu Lũ (Hae Buru), người anh/em của Cao Ưu Lâu. Giải Phu Lũ bị Go Dumak, hậu duệ của Goyeolga Dangun, vị vua cuối cùng của Cổ Triều Tiên, và cũng là người trong hàng ngũ thừa kế không thừa nhận. Hae Buru bị đánh bại và phải bỏ chạy về phía đông, nơi ông tái lập vương quốc của mình là Dongbuyeo. Sau sự kiện này, Go Dumak sáp nhập vương quốc Dongmyeong với Buyeo, hình thành nên Jolbon Buyeo. Go Dumak tiếp tục trở thành vị vua cai trị thứ năm của Buyeo, và truyền lại ngôi báu cho con trai mình, Go Museo Dangun, khi ông qua đời năm 60 trước Công Nguyên. Go Museo cai trị Jolbon Buyeo trong hai năm và mất năm 38 trước Công Nguyên. Go Museo Dangun không có con trai, vì thế ngôi báu được truyền lại cho con rể của ông là Cao Chu Mông, người sáng lập Cao Câu Ly. Jolbon Buyeo sau này trở thành người thành lập Cổ Triều Tiên, vương quốc ở xa nhất phía bắc và đã lớn mạnh để trở thành nước mạnh nhất trong Tam Quốc Triều Tiên.

#### Đông Phù Dư
Đông Phù Dư được Vua Giải Phu Lũ thành lập năm 86 trước Công Nguyên, ông là anh/em trai của vị Dagun thứ tư của Phù Dư. Người kế tục Giải Phu Lũ là Kim Oa, ông này đã được đề cập tới trong huyền thoại thành lập Cổ Triều Tiên. Con trai của Kim Oa, Đại Tổ, đã trở thành vị vua thứ ba và cuối cùng của Đông Phù Dư. Ông đã chiến đấu chống lại Vua Daemusin, và thiệt mạng, chấm dứt Đông Phù Dư.

### Ốc Trở
Vương quốc Ốc Trở (Okjeo) là một quốc gia kiểu bộ tộc nằm ở phía bắc Bán đảo Triều Tiên, và đã được thành lập sau khi Cổ Triều Tiên sụp đổ. Ốc Trở từng là một phần của Cổ Triều Tiên trước đó. Ốc Trở chưa bao giờ phát triển tới mức một quốc gia hoàn toàn vì sự can thiệp từ các vương quốc lân cận. Ốc Trở đã trở thành một nước chư hầu của Cao Câu Ly, và cuối cùng bị Quảng Khai Thổ Thái Vương của Cao Câu Ly (Gwanggaeto Taewang) sáp nhập vào Cao Câu Ly ở thế kỷ thứ 5.

### Đông Uế
Đông Uế (Dongye) là một vương quốc nhỏ khác nằm ở phía bắc bán đảo Triều Tiên. Đông Uế giáp biên giới với Ốc Trở, và hai vương quốc có cùng số phận khi trở thành chư hầu của đế chế Cao Câu Ly ngày càng phát triển. Đông Uế cũng từng là một phần của Cổ Triều Tiên trước khi vương quốc này sụp đổ.

### Lạc Lãng
Sau khi Cổ Triều Tiên sụp đổ năm 239 trước Công Nguyên, Choe Soong, một quan chức cũ của Cổ Triều Tiên, đã thành lập một nước "Cổ Triều Tiên mới" tại Liêu Ninh, tự gọi mình là Lạc Lãng Quốc (Nangnang-guk). Sau vài năm, Lạc Lãng Quốc dời về phía nam Bán đảo Triều Tiên gần Sông Đại Đồng, vì những cuộc tấn công liên tục từ Vệ Mãn Triều Tiên. Dù sự tồn tại của quốc gia này còn bị tranh cãi khá gay gắt, một số đoạn trong Tam quốc sử ký và nhiều nguồn thông tin cổ khác có ghi lại bằng chứng về điều đó. Nó cùng tồn tại và triều cống cho Phù Dư. Dù đa số các vị vua cai trị quốc gia này không được biết tới hay không được ghi lại tên tuổi trong sách sử, vị vua cuối cùng của nó thực sự có lưu danh. Choe Ri là vị vua cuối cùng của Nangnang Joseon và là cha của Công chúa Nangnang, một trong những nhân vật chính trong một câu chuyện tình lịch sử Triều Tiên. Công chúa và Hoàng tử Hodong của Cao Câu Ly đã yêu và sống cùng nhau dù có cuộc chiến giữa Cao Câu Ly và Lạc Lãng Quốc. Lạc Lãng Quốc bị Cao Câu Ly chinh phục năm 32 sau Công nguyên.

### Tam Hàn
Tam Hàn (Samhan) là từ chỉ ba liên minh gồm Mã Hàn (Mahan), Thìn Hàn (Jinhan), và Biện Hàn (Byeohan). Tam Hàn nằm ở vùng phía nam Bán đảo Triều Tiên. Ba liên minh này cuối cùng trở thành nền tảng thành lập nên ba nước là Bách Tế, Tân La, và Già Da (Gaya). Mã Hàn là nước lớn nhất và gồm 54 tiểu quốc bộ lạc. Biện Hàn và Thìn Hàn đều gồm 12 tiểu quốc, đưa tổng số thành 78 tiểu quốc bộ lạc trong Tam Hàn. Thuật ngữ "Tam Hàn" sau này đã được dùng để miêu tả Tam Quốc Triều Tiên.

## Thời kỳ Tam Quốc

Ba nước Cao Câu Ly, Bách Tế và Tân La hồi thế kỷ thứ 5.

### Cao Câu Ly
Cao Câu Ly (hay Cao Cú Ly, Goguryeo) được thành lập sớm nhất và cũng là nước lớn nhất trong ba nước. Nước này được Jumong (Đông Minh Vương/Dongmyeongseong) thành lập theo chế độ trung ương tập quyền và Cao Cấu Ly và vương triều đầu tiên tại Triều Tiên chấp nhận Phật giáo làm quốc giáo năm 372, dưới thời cai trị của Tiểu Thú Lâm Vương (Vua Sosurim).
Cao Câu Ly phát triển cực thịnh vào thế kỷ thứ 5, khi Quảng Khai Thổ Thái Vương và con trai mình, Trường Thọ Vương (vua Jangsu) mở rộng lãnh thổ ra hầu như toàn bộ Mãn Châu và một phần Nội Mông, và chiếm vùng Seoul từ Bách Tế. Hai vị vua đã khuất phục Bách Tế và Tân La trong thời đại của mình, mang lại một sự thống nhất lỏng lẻo cho Triều Tiên. Cao Câu Ly đã đánh bại một cuộc tấn công xâm lược lớn của Trung Quốc trong Chiến tranh Cao Câu Ly-Tùy giai đoạn 598-614, góp phần làm sụp đổ nhà Tuỳ, và tiếp tục chống chọi với nhà Đường. Những nhân vật chủ chốt của cuộc chiến này là Uyên Cái Tô Văn và Yang Manchun.
Tuy nhiên, số lượng lớn các cuộc chiến tranh đã làm Cao Câu Ly kiệt quệ và trở thành một nước yếu ớt. Sau những cuộc tranh giành quyền lực nội bộ, nó đã bị liên minh các lực lượng Tân La-Đường chinh phục năm 668.

### Bách Tế
Bách Tế (Baekje) được Ôn Tộ Vương (Vua Onjo) thành lập năm 18 trước Công Nguyên, như được đề cập trong Tam quốc sử ký sau sự thành lập hai nước láng giềng và cũng là đối thủ là Cao Câu Ly và Tân La.
Tam quốc chí (Cao Ly) cho rằng Bách Tế là một thành viên của liên minh Mã Hàn tại khu vực châu thổ Sông Hán (gần Seoul ngày nay). Nước này đã mở rộng về phía tây nam (Trung Thanh và Toàn La) bán đảo và đã trở thành một quyền lực chính trị, quân sự quan trọng. Trong quá trình này, Bách Tế rơi vào một cuộc xung đột dữ dội với Cao Cấu Ly và Hán tự quận ở vùng lân cận với các khu vực tham vọng lãnh thổ của họ.
Ở thời kỳ phát triển cực thịnh trong thế kỷ thứ 4, Bách Tế đã sáp nhập toàn bộ các quốc gia Mã Hàn và chinh phục hầu như toàn bộ vùng phía tây bán đảo Triều Tiên (gồm cả các tỉnh Kinh Kì, Trung Thanh, và Toàn La, và một phần của Hoàng Hải và Giang Nguyên vào một chính phủ trung ương tập quyền. Bách Tế hấp thu văn hóa và kỹ thuật Trung Hoa qua các tiếp xúc với các triều đình Nam Triều trong thời kỳ mở rộng lãnh thổ của họ.
Bách Tế đóng vai trò then chốt trong việc làm trung gian chuyển phát các phát triển văn hoá, như chữ Hán, Phật giáo, chế tạo đồ sắt, gốm sứ, và nghi lễ chôn cất vào Nhật Bản cổ đại. Các khía cạnh văn hóa khác cũng đã được du nhập qua đây khi triều đình Bách Tế phải rút lui sang Nhật Bản sau khi đất nước bị chinh phục. Bách Tế đã bị một liên minh gồm các lực lượng Tân La và nhà Đường chinh phục năm 660.

### Tân La
Theo truyền thuyết, vương quốc Tân La (Silla) khởi đầu với sự thống nhất sáu vị thủ lĩnh liên minh Thìn Hàn bởi Hách Cư Thế (Bak Hyeokgeose) năm 57 trước Công Nguyên, tại vùng phía đông nam Triều Tiên. Lãnh thổ Tân La gồm thành phố cảng Busan hiện nay, và Tân La sau này đã nổi lên trở thành một sức mạnh hàng hải chịu trách nhiệm tiễu trừ cướp biển Nhật Bản, đặc biệt trong giai đoạn Tân La thống nhất.
Những đồ thủ công Tân La, gồm các tác phẩm vàng độc đáo, cho thấy ảnh hưởng từ các dân tộc du mục thảo nguyên phía bắc, ảnh hưởng từ Trung Quốc ít thấy hơn so với Cao Cấu Ly và Bách Tế. Tân La nhanh chóng mở rộng khi chiếm vùng châu thổ Sông Hán và thống nhất các thành bang tại đó.
Tới thế kỷ thứ 2, Tân La đã tồn tại với tư cách một nước lớn, chiếm và gây ảnh hưởng tới các thành bang xung quanh. Tân La bắt đầu có được quyền lực khi nước này sáp nhập liên minh Già Da (Gaya), nằm giữa Bách Tề và Tân La, năm 562. Tân La thường phải đối mặt với sức ép từ Bách Tế và Nhật Bản, và ở một số thời điểm từng liên minh cũng như là đối thủ của Bách Tế và Cao Cấu Ly.
Năm 660, Tân La Thái Tông ra lệnh cho đội quân của mình tấn công Bách Tế. Tướng Kim Yu-shin (Kim Dữu Tín), với sự giúp đỡ của các lực lượng Nhà Đường, đã chinh phục Bách Tế. Năm 661, Tân La và nhà Đường quay sang tấn công Cao Cấu Ly nhưng đã bị đẩy lùi. Văn Vũ Vương, con trai Thái Tông và là cháu của Tướng Kim, ra lệnh cho chú mình tung ra một chiến dịch tấn công khác năm 667 và Cao Câu Ly đã sụp đổ năm sau đó.

### Già Da
Già Da (Gaya) là một liên minh giữa các thủ lĩnh trong khu vực châu thổ Sông Nakdong và phía nam Triều Tiên, phát sinh từ Liên minh Biện Hàn thuộc giai đoạn Tam Hàn. Đây là một trong nước thuộc Tam Quốc Triều Tiên. Già Da phát triển ở mức độ văn hóa đồ sắt. Năm 562, Già Da cuối cùng bị sáp nhập vào Tân La.

## Thời kỳ Nam-Bắc Quốc

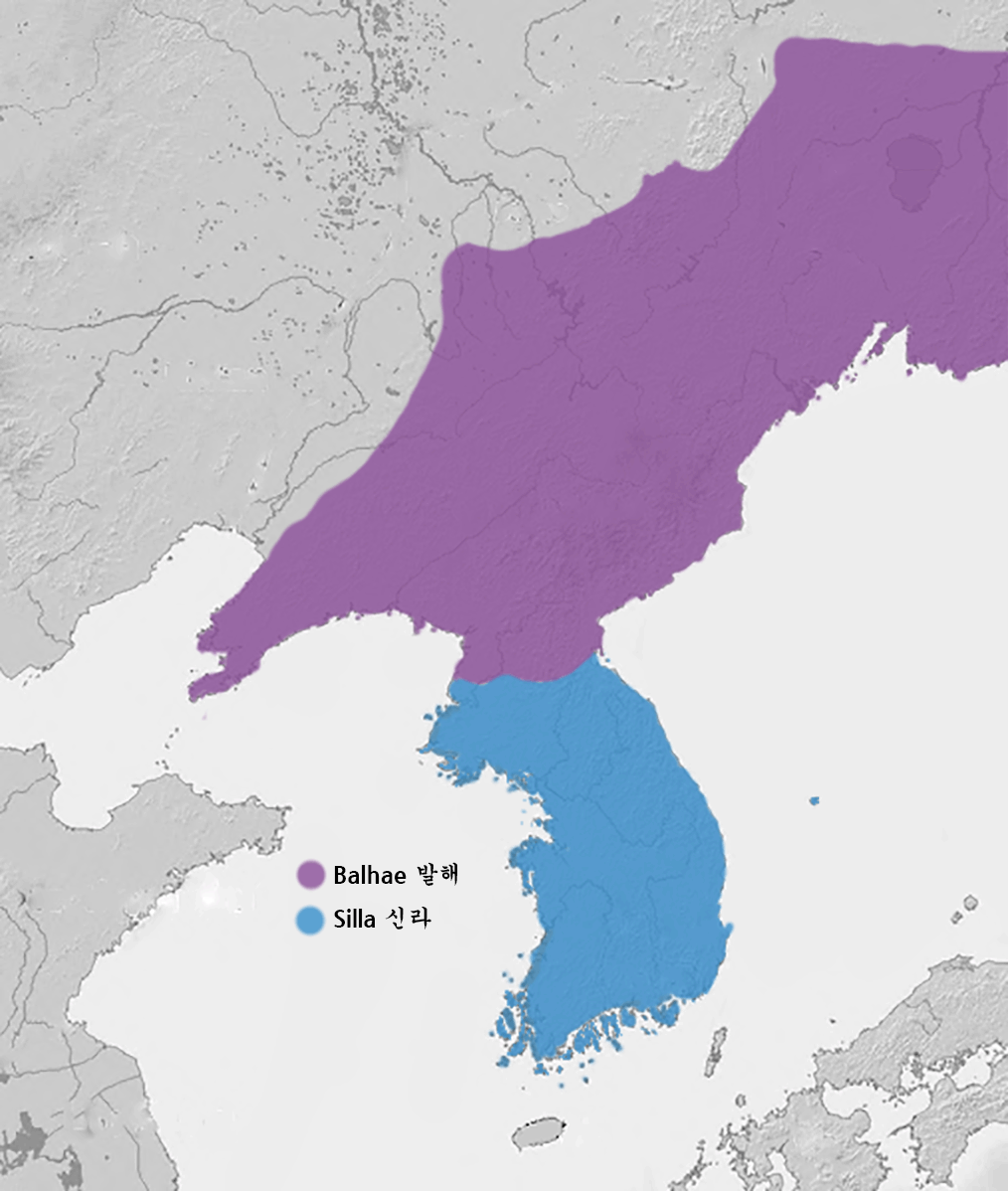
Bản đồ Bột Hải (Bắc) và Tân La (Nam).

Vương quốc Tân La sau năm 668 thường được gọi là Tân La Thống nhất, dù thuật ngữ Các quốc gia Bắc Nam, để chỉ Bột Hải (Balhae), cũng được sử dụng.

### Tân La Thống nhất

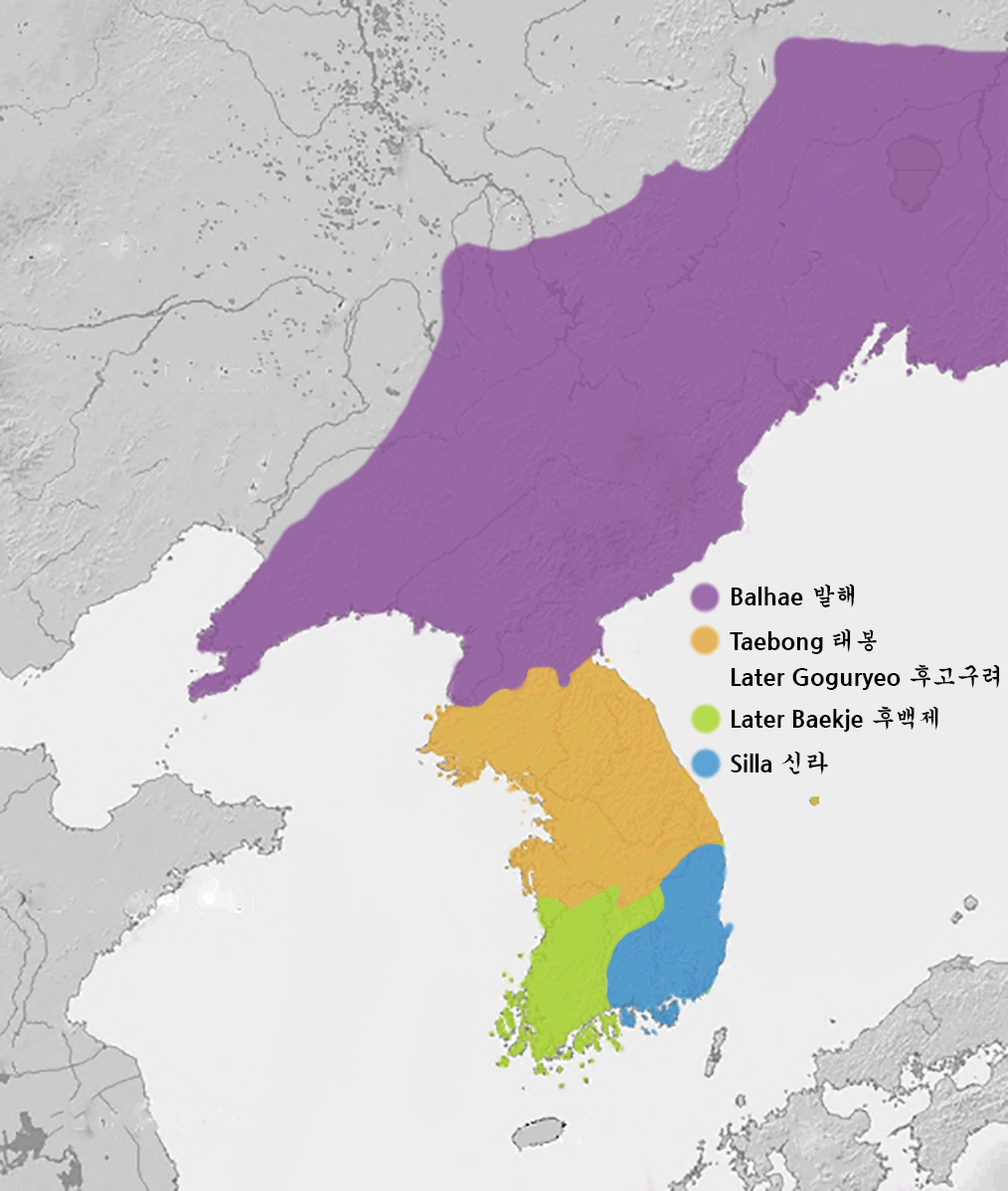
Bản đồ Bột Hải (tím), Thái Phong (vàng, sau đổi thành Hậu Cao Câu Ly), Hậu Bách Tế (xanh lá), Tân La (lam)

Tân La Thống nhất kéo dài 267 năm, cho tới khi, ở dưới thời Kính Thuận Vương (Gyeongsun), nước này bị thay thế bởi Cao Ly năm 935.
Sau những cuộc chiến tranh thống nhất, nhà Đường đã thiết lập những lãnh thổ tại Cao Câu Ly trước kia, và bắt đầu quản lý cũng như thành lập các cộng đồng tại Bách Tế. Tân La đã tấn công người những người Trung Quốc tại Bách Tế và Bắc Triều Tiên năm 671.
Sau đó Trung Quốc xâm chiếm Tân La năm 674 nhưng dưới sự lãnh đạo của Tướng Kim Yu-shin, Tân La đánh bại quân đội Trung Quốc ở phía bắc. Tân La buộc các lực lượng Đường phải rời khỏi bán đảo năm 676 và hoàn thành thống nhất đa phần Tam Quốc.
Tân La Thống nhất là một thời kỳ phát triển mạnh mẽ của nghệ thuật Triều Tiên và Phật giáo đã đóng một vai trò lớn trong văn hóa Tân La. Các ngôi chùa Phật giáo như Bulguksa (Phật quốc tự) là những minh chứng về sự tiến bộ kiến trúc và ảnh hưởng Phật giáo Triều Tiên. Những công trình nghệ thuật và kiến trúc được nhà nước xây cất trong thời gian này gồm Đền Hwangnyongsa (Hoàng Long tự), Bunhwangsa (Phân Hoàng tự), và Seokguram (Thạch Quật Am), một Di sản Thế giới.
Tân La bắt đầu gặp phải các rắc rối chính trị năm 780 khi các vị vua bắt đầu ám sát các thủ lĩnh nổi dậy. Việc này đã làm Tân La suy yếu nhanh chóng một thời gian ngắn sau đó, các hậu duệ của Bách Tế trước kia lập ra Hậu Bách Tế. Ở phía bắc, những kẻ nổi dậy tái lập Cao Cấu Ly, bắt đầu giai đoạn Hậu Tam Quốc.

### Bột Hải
Bột Hải (Balhae) được Đại Tộ Vinh (Dae Joyeong), một vị tướng cũ của Cao Câu Ly, thành lập ở vùng phía bắc lãnh thổ Cao Câu Ly cũ. Bột Hải kiểm soát những vùng cực bắc Bán đảo Triều Tiên, đa phần Mãn Châu (dù họ không chiếm bán đảo Liêu Đông trong đa phần lịch sử), và đã mở rộng tới vùng Primorsky Krai của nước Nga ngày nay. Bột Hải tự coi mình là nhà nước kế tục của Cao Câu Ly. Họ cũng học nhiều chi tiết từ Đế chế nhà Đường, ví dụ như cách bố trí thủ đô.
Trong một thời gian khá hòa bình và ổn định trong vùng, văn hóa Bột Hải nảy nở, đặc biệt trong giai đoạn trị vì khá dài của vị Hoàng đế thứ ba, Đại Khâm Mậu (Dae Heummu) (khoảng 737-793). Tương tự văn hoá Tân La, văn hoá Bột Hải chịu ảnh hưởng mạnh mẽ từ Phật giáo. Tuy nhiên, Bột Hải bị suy yếu nhiều ở thế kỷ thứ 10, và Triều đình nhà Liêu của người Khiết Đan đã chinh phục Bột Hải năm 926.
Không văn bản lịch sử nào từ Bột Hải còn lại tới ngày nay, và người Liêu cũng không ghi chép gì về Bột Hải. Cao Ly (xem bên dưới) đã sáp nhập một số vùng lãnh thổ Bột Hải và tiếp nhận những người tị nạn Bột Hải, gồm cả vị thái tử và gia đình hoàng gia, nhưng cũng không hề có ghi chép lịch sử nào từng được biết về Bột Hải. Ví dụ, cuốn Tam quốc sử ký, có nhiều đoạn về Bột Hải, nhưng không nói về lịch sử triều đại Bột Hải. Nhà sử học nhà Triều Tiên ở thế kỷ 18 Liễu Đắc Cung (Yu Deukgong) ủng hộ việc nghiên cứu thích đáng về Bột Hải như một phần lịch sử Triều tiên, và đặt ra thuật ngữ "Giai đoạn Bắc Nam Quốc" để chỉ thời kỳ này.

### Hậu Tam Quốc
Hậu Tam Quốc (892 - 936) gồm Tân La, Hậu Bách Tế, và Thái Phong (Taebong, cũng được gọi là Hậu Cao Câu Ly). Hai nước sau, được thành lập khi Tân La Thống nhất trải qua giai đoạn suy tàn quyền lực, và được coi là những nước hậu duệ của Tam Quốc Triều Tiên.
Thái Phong (Hậu Cao Cấu Ly) ban đầu do Cung Duệ (Gung Ye), một nhà sư phật giáo người lập ra Hậu Cao Câu Ly lãnh đạo. Nhân vật kém tên tuổi Cung Duệ sau đó đã bị Vương Kiến (Wang Geon) (877-943) hạ bệ năm 918, khi Cung Duệ giết vợ và con trai ông. Wang Geon là người được nhân dân ưa thích, và ông đã quyết định thống nhất toàn bộ bán đảo dưới một chính quyền duy nhất. Ông tấn công Hậu Bách Tế năm 934 và nhận sự đầu hàng của Tân La năm sau đó. Năm 936, Cao Ly chinh phục Hậu Bách Tế.

## Cao Ly

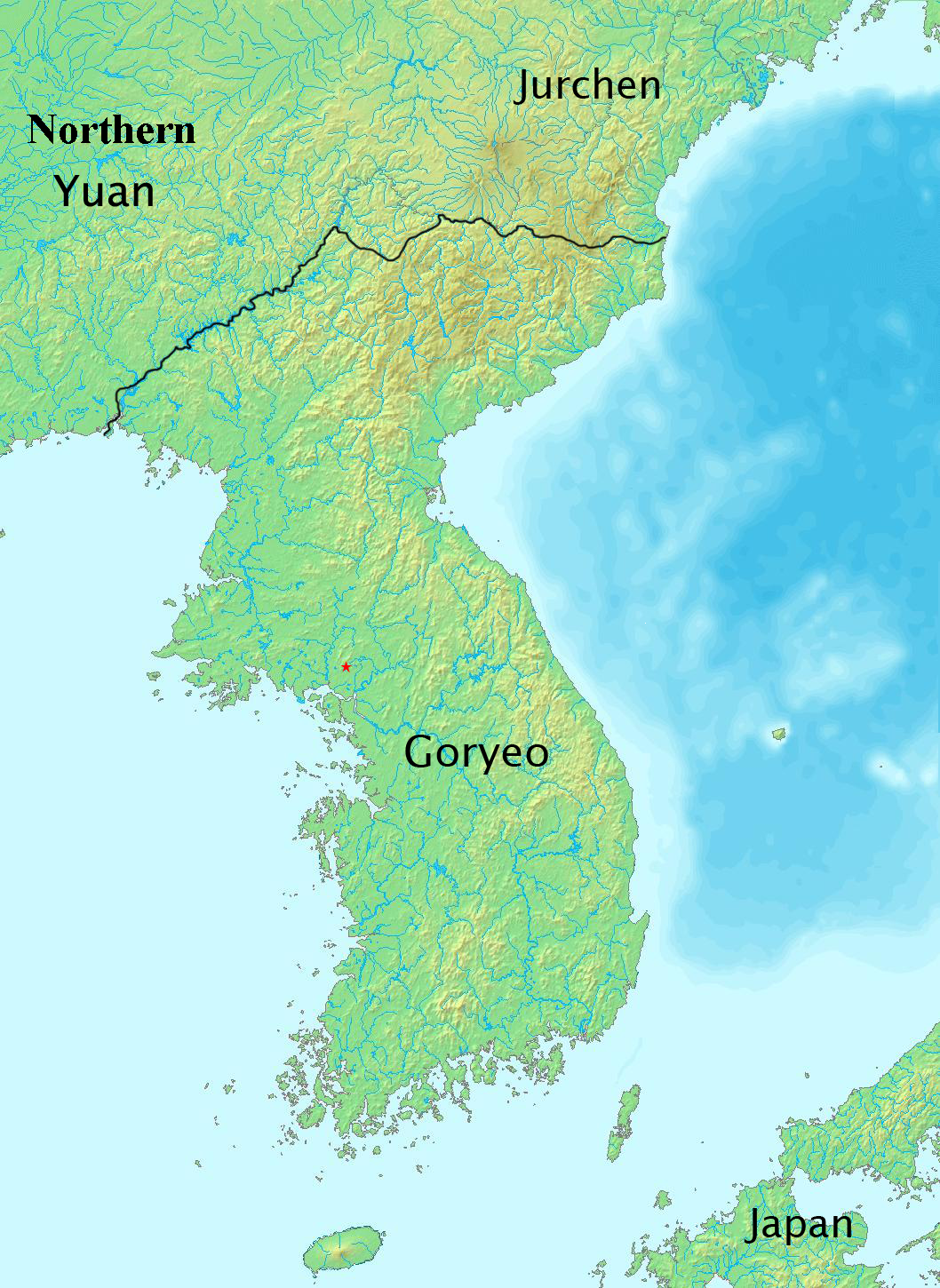
Lãnh thổ Cao Ly năm 1374. Phía Bắc là Đại Nguyên và Nữ Chân.

Cao Ly được thành lập năm 918 và tới năm 936, đã thay thế Tân La với tư cách triều đại cai trị Triều Tiên. "Cao Ly" (Goryeo) là nguồn gốc tên tiếng Anh "Korea" của Triều Tiên. Triều đại này tồn tại tới tận năm 1392. Trong giai đoạn này các bộ luật đã được soạn thảo và một hệ thống dịch vụ dân sự được đưa ra áp dụng. Phật giáo phát triển mạnh và mở rộng ra toàn bán đảo. Công nghiệp đồ tráng men phát triển mạnh mẽ trong thế kỷ 12 và 13. Sự xuất bản cuốn Bát vạn đại tạng kinh (Tripitaka Koreana), và kỹ thuật in kim loại đầu tiên trên thế giới trong thế kỷ 13, là minh chứng cho những thành tựu văn hóa của Cao Ly.
Năm 1231 người Mông Cổ bắt đầu những chiến dịch chinh phục Triều Tiên và sau 25 năm chiến đấu, gia đình hoàng gia đã phải chùn bước qua hành động ký kết một hiệp ước với những người Mông Cổ. Trong 80 năm tiếp sau Cao Ly vẫn tiếp tục tồn tại, nhưng dưới sự can thiệp Mông Cổ. Trong những năm 1340, đế chế Mông Cổ nhanh chóng suy tàn vì những cuộc tranh giành nội bộ. Cao Ly Cung Mẫn Vương (Cungmin) cuối cùng cũng được tự do hành động cải cách chính phủ Cao Ly. Cung Mẫn Vương phải đương đầu với nhiều vấn đề gay gắt, gồm cả việc loại bỏ những vị quan và tướng lĩnh ủng hộ Mông Cổ, vấn đề sở hữu đất đai và dập tắt tình trạng thù địch giữa những tín đồ Phật giáo và các học giả Khổng giáo.
Một vấn đề khác là hải tặc "Nhật Bản" (Nụy khấu = giặc lùn), khi ấy đã tổ chức những cuộc tấn công sâu vào trong nội địa đất nước. Tướng Lý Thành Quế (Lee Seonggye) đã thành công với hàng loạt những chiến dịch đẩy lùi hải tặc. Triều đại Cao Ly tồn tại tới năm 1392, khi Lý Thành Quế, người có sự ủng hộ mạnh mẽ của tầng lớp quan lại, dễ dàng tiến hành một cuộc đảo chính.

## Triều Tiên
Năm 1392, một vị tướng Triều Tiên là Lee Seonggye (Lý Thành Quế) được cử tới Trung Quốc trong chiến dịch chống lại nhà Minh, nhưng thay vì thực hiện sứ mệnh, ông đã quay lại để lật đổ vị vua Cao Ly và thành lập một triều đại mới. Ông đặt tên cho nó là Triều đại Triều Tiên để vinh danh Cổ Triều Tiên trước đó (chữ "Cổ" về sau được thêm vào để phân biệt). Vua Thái Tổ dời thủ đô tới Hanseong (Hán Thành) (tên chính thức là Hanyang (Hán Dương) - Seoul ngày nay) và xây dựng Gyeongbokgung (Cảnh Phúc cung). Năm 1394 ông đưa Khổng giáo trở thành tôn giáo chính thức của đất nước, dẫn tới sự suy giảm quyền lực và của cải của phe Phật giáo. Nhà Triều Tiên có nhiều tiến bộ trong khoa học và văn hoá: đáng chú ý nhất là bảng chữ cái Hangul do Thế Tông phát minh năm 1443. Triều đại Triều Tiên được cho là triều đại thực sự nắm quyền lâu nhất tại Đông Á trong thiên niên kỷ qua. Các vua triều đại này họ Lý.

### Kinh tế
Joseon duy trì được một nền kinh tế ổn định trong những thời kỳ hòa bình. Sau khi triều đình Triều Tiên được thành lập và hoàn thiện, kinh tế cũng bắt đầu khởi sắc. Buổi đầu thời Triều Tiên, kinh tế ổn định, đặc biệt dưới thời cai trị của vua Thế Tông, Tuy nhiên, kinh tế đã bị trì trệ sau cuộc xâm lược 1592-1598 của Nhật Bản và tình trạng tham nhũng, ăn hối lộ, thuế má nặng nề.

### Tôn ti xã hội
Nhà Triều Tiên đã thành lập một hệ thống tầng lớp xã hội rất chặt chẽ gây ảnh hưởng lớn tới nền kinh tế. Vua là người ở trên đỉnh hệ thống, còn các "lưỡng ban" (yangban) và các vị quan trong triều cùng các tướng lĩnh ở dưới ông. Lưỡng ban là những học giả có uy tín trong Triều đại Joseon. Tầng lớp trung lưu gồm một số thương nhân và thợ thủ công. Đa số người trong xã hội thuộc tầng lớp thấp hơn như nông dân và tầng lớp thấp nhất là những người nô lệ không phải trả bất kỳ khoản thuế nào cho chính phủ. Có thời điểm, nô lệ chiếm tới 30% dân số.

### Ngoại xâm
Joseon đã phải đương đầu với hai cuộc xâm lược của Nhật Bản từ 1592 tới 1598 (Chiến tranh Imjin). Cuộc xung đột này khiến Đô đốc Yi Sun-sin (Lý Thuấn Thuần) trở nên nổi bật, và cũng là lần đầu các tàu rùa và hwacha được đưa vào sử dụng trong quân đội Triều tiên. Sau này, có thêm các cuộc xâm lược khác từ Mãn Châu năm 1627 (xem Cuộc xâm lược Triều Tiên lần thứ nhất của Mãn Châu) và một lần nữa năm 1636 (xem Cuộc xâm lược Triều Tiên lần thứ hai của Mãn Châu), sau những cuộc xâm lược này, nhà Triều Tiên đã công nhận tính pháp lý của Đế chế Thanh. Thương mại với người Nhật Bản được mở tại Busan, và các sứ thần đã được cử tới Edo tại Nhật Bản. Người châu Âu không được phép buôn bán tại các cảng Triều Tiên cho tới tận những năm 1880.

### Thế kỷ XIX
Trong thế kỷ XIX, Triều Tiên tìm cách kiểm soát các ảnh hưởng từ bên ngoài thông qua việc đóng cửa các biên giới với tất cả các nước, ngoại trừ Trung Quốc. Năm 1853 chiếc USS South America, một tàu chiến Mỹ, đã tới thăm Phủ Sơn trong 10 ngày và có những tiếp xúc thân thiện với các vị quan chức địa phương Triều Tiên. Nhiều người Mỹ từng bị đắm tàu dạt vào Triều Tiên vào các năm 1855 và 1865 cũng được đối xử tốt, sau đó họ đều được gửi sang Trung Quốc để hồi hương. Triều đình Triều Tiên cai trị Triều Tiên, biết rõ những cuộc xâm lược và những hiệp ước liên quan tới nhà Thanh, cũng như Những cuộc chiến tranh nha phiến, và áp dụng một chính sách thận trọng với những thay đổi chậm chạp với phương tây. Năm 1866 Vụ việc Tướng Sherman khiến Triều Tiên và Hoa Kỳ rơi vào tình trạng đối đầu.
Năm 1871, Hoa Kỳ xung đột với quân đội Triều Tiên, sau đó rút lui, người Triều Tiên gọi cuộc xung đột đó là Sinmiyangyo. Tới năm 1876, một đất nước Nhật Bản hiện đại nhanh chóng và đã có thể đương đầu thành công với Nhà Thanh trong Chiến tranh Trung - Nhật (1894-1895), đã buộc Triều Tiên phải mở cửa các cảng biển. Năm 1895, người Nhật ám sát Hoàng hậu Minh Thành  người đang tìm cách lôi kéo sự giúp đỡ từ phía Nga, và người Nga đã buộc phải rút lui khỏi Triều Tiên.
Năm 1897, Joseon được đổi tên thành Đại Hàn đế quốc, và Cao Tông Đại Vương trở thành Cao Tông Hoàng đế. Tiếp đó là một giai đoạn ảnh hưởng của Nga, cho tới khi Nhật Bản đánh bại Nga trong cuộc Chiến tranh Nga Nhật (1904-1905). Triều Tiên thực tế đã thành một quốc gia bị bảo hộ của Nhật Bản ngày 25 tháng 7 năm 1907, Hiệp ước Bảo hộ 1905 đã được ban hành nhưng không có dấu triện của Hoàng đế Cao Tông như thông lệ.

## Thời kỳ thuộc Nhật
Năm 1910 Nhật Bản hoàn toàn thôn tính Triều Tiên bằng Hiệp ước sáp nhập Nhật Bản - Triều Tiên. Tuy tính pháp lý của hiệp ước vẫn được phía Nhật Bản xác nhận, nói chung nó không được thừa nhận tại Triều Tiên bởi vị Hoàng đế Triều Tiên không ký kết vào văn bản này theo yêu cầu cần thiết và sự vi phạm vào thỏa ước quốc tế về những áp lực từ bên ngoài liên quan tới các hiệp ước. Triều Tiên bị Nhật Bản cai quản dưới cái gọi là Tướng-Toàn quyền Nhật Bản cho tới khi họ đầu hàng không điều kiện trước các lực lượng Đồng Minh, ngày 15 tháng 8 năm 1945, với chủ quyền trên danh nghĩa đã được chuyển từ Triều đại Triều Tiên sang Chính phủ Lâm thời Cộng hòa Triều Tiên.
Các mạng lưới vận tải và viễn thông kiểu châu Âu đã được thiết lập trên khắp đất nước. Đây là điều kiện tốt cho công cuộc khai thác của Nhật Bản, nhưng sự hiện đại hóa mang lại rất ít nếu không nói là không mang lại gì cho người dân Triều Tiên, mà chỉ chủ yếu phục vụ cho các nhu cầu thương mại của Nhật Bản, và những biện pháp quản lý trung ương hóa chặt chẽ của họ. Người nhật đã phế bỏ hệ thống triều đình Triều Tiên, phá hủy Cảnh Phúc cung, và sửa đổi hệ thống thuế của Triều Tiên nhằm chiếm đoạt đất đai của người nông dân, xuất khẩu sản phẩm nông nghiệp Triều Tiên sang Nhật Bản gây ra nạn đói tại Triều Tiên; và đưa ra nhiều biện pháp dã man gồm cả ám sát những người từ chối trả thuế tại các tỉnh; bắt buộc lao động nô lệ trên các công trình xây dựng đường sá, hầm mỏ và các nhà máy tại Triều Tiên. Sau đó Nhật Bản còn mở rộng thêm nữa lao động nô lệ Triều Tiên tại Nhật Bản và những vùng lãnh thổ họ chiếm đóng bằng cách đưa lao động nô lệ tới các vùng đó.
Sau khi Hoàng đế Triều Tiên Cao Tông qua đời tháng 1 năm 1919, với tin đồn về sự đầu độc, những cuộc tuần hành đòi độc lập chống lại những kẻ xâm lược Nhật Bản diễn ra trên khắp cả nước ngày 1 tháng 3 năm 1919 (Phong trào mùng 1 tháng 3 (Samil)). Phong trào này đã bị đàn áp bằng vũ lực và khoảng 7.000 người đã bị cảnh sát và binh lính Nhật giết hại. Một con số ước tính 2 triệu người đã tham gia vào các cuộc tuần hành hòa bình, ủng hộ giải phóng. (Những ghi chép của Nhật Bản đưa ra con số chưa tới nửa triệu người). Nhiều tín đồ Thiên chúa giáo Triều Tiên, gồm toàn bộ làng Jeamri, đã bị đóng đinh hay bị thiêu sống tại các nhà thờ khi họ đấu tranh cho sự độc lập của Triều Tiên. Phong trào này một phần có ảnh hưởng từ bài diễn văn năm 1919 của Tổng thống Hoa Kỳ Woodrow Wilson, tuyên bố ủng hộ quyền tự quyết và sự chấm dứt quyền cai quản thuộc địa của người châu Âu. Wilson không đưa ra lời bình luận nào về nền độc lập của Triều tiên, có lẽ một phái ủng hộ Nhật Bản tại Hoa Kỳ tìm cách mở những con đường thương mại vào Trung Quốc qua bán đảo Triều Tiên.
Chính phủ Lâm thời của Cộng hòa Triều Tiên đã được thành lập tại Thượng Hải, Trung Quốc, sau Phong trào mùng 1 tháng 3, chính phủ này phối hợp với các phong trào giải phóng và kháng chiến trong nước chống lại sự kiểm soát của Nhật Bản. Một số thắng lợi của Chính phủ Lâm thời gồm Trận Chingshanli năm 1920 và cuộc phục kích vào giới lãnh đạo quân sự Nhật tại Trung Quốc năm 1932. Chính phủ Lâm thời được coi là chính phủ trên danh nghĩa của nhân dân Triều Tiên trong giai đoạn từ 1919 đến 1948, và tính hợp pháp của nó đã được ghi nhận trong lời mở đầu hiến pháp Hàn Quốc.
Những cuộc nổi dậy chống Nhật Bản sau đó, như cuộc nổi dậy toàn quốc của sinh viên tháng 11 năm 1929, đã dẫn tới việc tăng cường quản lý quân sự năm 1931. Sau khi Chiến tranh Trung - Nhật năm 1937 và Thế chiến thứ II bùng nổ Nhật Bản đã tìm cách tiêu diệt sự hiện diện của Triều Tiên với tư cách một quốc gia. Việc thờ cúng tại các miếu thờ Shinto Nhật Bản trở thành bắt buộc. Chương trình học được sửa đổi triệt để để loại trừ việc dạy học bằng tiếng Triều Tiên và lịch Triều Tiên. Sự tiếp nối của văn hóa Triều Tiên bắt đầu bị coi là bất hợp pháp. Văn hóa và kinh tế Triều Tiên đã bị hủy hoại đáng kể. Ngôn ngữ Triều Tiên bị cấm đoán và người Triều Tiên bị buộc phải chấp nhận những cái tên Nhật Bản. Nhiều đồ vật thủ công văn hóa Triều Tiên bị phá hủy hay bị đưa sang Nhật Bản. Tới ngày nay, những đồ thủ công giá trị của Triều Tiên thường hiện diện trong các bảo tàng Nhật Bản hay nằm trong những bộ sưu tập cá nhân. Báo chí bị cấm xuất bản bằng tiếng Triều Tiên và việc nghiên cứu lịch sử Triều Tiên cũng bị cấm đoán tại các trường đại học, sách sử Triều Tiên bị đốt, phá hủy hay bị cấm đoán. Theo một cuộc điều tra do Chính phủ Hàn Quốc tiến hành, 75.311 tài sản văn hóa đã bị chiếm đoạt khỏi Triều Tiên. Nhật Bản sở hữu 34.369, Hoa Kỳ 17.803.
Một số người Triều Tiên đã rời bán đảo Triều Tiên tới Mãn Châu và Primorsky Krai. Người Triều Tiên tại Mãn Châu đã thành lập những nhóm kháng chiến được gọi là Dongnipgun (Quân đội Độc lập) họ thường xuyên xâm nhập qua biên giới Triều Tiên-Trung Quốc, tiến hành chiến tranh du kích với các lực lượng Nhật Bản. Những đội quân du kích đã tập hợp với nhau trong thập niên 1940 để trở thành Quân đội Giải phóng Triều Tiên và đội quân này đã tham gia vào hoạt động đồng minh tại Trung Quốc và nhiều khu vực ở Đông Nam Á. Hàng chục nghìn người Triều Tiên cũng đã gia nhập Quân đội Giải phóng Nhân dân và Quân đội Cách mạng Quốc gia.'
Trong Thế chiến thứ II, người Triều Tiên đã bị buộc phải ủng hộ Nhật Bản. Hàng chục nghìn nam giới bị bắt tham gia quân đội Nhật Bản. Khoảng 200.000 cô gái và phụ nữ, chủ yếu từ Triều Tiên và Trung Quốc, bị bắt làm việc như những nô lệ tình dục, theo lối nói hoa mỹ là "Phụ nữ giải trí".

## Sự chia cắt Triều Tiên và nỗ lực thống nhất đất nước

Giới tuyến phân chia Bắc Triều Tiên và Nam Triều Tiên.

Sự đầu hàng không điều kiện của Nhật Bản, sự sụp đổ trước đó của nước Đức Phát xít, cộng với những thay đổi mang tính nền tảng trong chính trị và ý thức hệ quốc tế, đã dẫn tới sự phân chia Triều Tiên thành hai vùng chiếm đóng bắt đầu từ ngày 8 tháng 9 năm 1945, với Hoa Kỳ quản lý phần phía nam bán đảo và Liên bang Xô viết chiếm phần phía bắc vĩ tuyến 38. Chính phủ Lâm thời không được tham khảo ý kiến, chủ yếu bởi người Mỹ cho rằng họ quá thiên cộng. Sự phân chia này chỉ là biện pháp tạm thời và ban đầu các bên dự định đưa trả lại một nước Triều Tiên thống nhất cho người dân Triều Tiên khi Hoa Kỳ, Vương quốc Liên hiệp Anh và Bắc Ireland, Liên bang Xô viết, và Cộng hòa Trung Hoa thỏa thuận với nhau được về một chính quyền ủy trị.
Tại Hội nghị Cairo ngày 22 tháng 11 năm 1943, các bên thỏa thuận rằng Triều Tiên sẽ tự do "đúng trình tự Triều Tiên sẽ trở thành tự do và độc lập"; tại một cuộc gặp gỡ sau đó ở Yalta tháng 2 năm 1945, các bên đồng ý thành lập một hội đồng ủy trị bốn bên tại Triều Tiên. Ngày 9 tháng 8 năm 1945, xe tăng Xô viết tiến vào miền bắc Triều Tiên từ Siberi, gặp phải rất ít hay không có sự kháng cự nào. Sau đó, Nhật Bản đầu hàng các lực lượng Đồng Minh ngày 15 tháng 8 năm 1945.
Tháng 12 năm 1945, một hội nghị được tổ chức tại Moskva để thảo luận tương lai Triều Tiên. Một hội đồng ủy trị 5 năm được đưa ra xem xét và một hội đồng chung Xô-Mỹ được thành lập. Hội đồng họp không liên tục tại Seoul nhưng không thể giải quyết được vấn đề thành lập một chính phủ quốc gia. Tháng 9 năm 1947, vì không có giải pháp nào được đưa ra, Hoa Kỳ đã đệ trình vấn đề Triều Tiên ra trước Đại hội đồng Liên Hợp Quốc.
Những hy vọng ban đầu về một Triều Tiên thống nhất và độc lập nhanh chóng tan biến với tình hình chính trị thời Chiến tranh lạnh và sự phản đối kế hoạch ủy trị của những người Triều Tiên chống cộng dẫn tới sự thành lập hai quốc gia riêng rẽ đối lập về chính trị, kinh tế và các hệ thống xã hội năm 1948. Ngày 12 tháng 12 năm 1948, theo nghị quyết 195 tại kỳ họp thứ 3 Đại hội đồng, Liên Hợp Quốc công nhận Cộng hòa Triều Tiên là chính phủ hợp pháp duy nhất của Triều Tiên. Tháng 6 năm 1950 Chiến tranh Triều Tiên bùng nổ khi CHDCND Triều Tiên vượt vĩ tuyến 38 tấn công miền Nam, chấm dứt bất kỳ hy vọng nào về một sự thống nhất hòa bình ở thời điểm đó.2 miền của dân tộc họ đang cố hòa hợp hòa giải để tái thống nhất hòa bình trong tương lai gần ở ngay sau này.
Về giai đoạn hậu chiến, xem Lịch sử CHDCND Triều Tiên và Lịch sử Hàn Quốc.